# Cleonymia baetica
Cleonymia baetica är en fjärilsart som beskrevs av Jules Pièrre Rambur 1837. Cleonymia baetica ingår i släktet Cleonymia och familjen nattflyn. Inga underarter finns listade i Catalogue of Life.